# پلی‌ایزوبوتیلن
پلی‌ایزوبوتیلن (به انگلیسی: Polyisobutene) که به اختصار PIB نامیده می‌شود. ازپلیمریزاسیون ایزوبوتیلن بدست می آید که در جرم‌های مولکولی مختلف برای کاربردهای گوناگون تولید و به مصرف می‌رسد.
امتیاز این پلیمرداشتن ساختمان اشباع و عبور دادن کم اب وگازهاست.
گریدهای دارای جرم مولکولی کم با توجه به نرمی الاستیسته اتم و خنثی و پذیرش سایر گریدها به
عنوان فیلتر در پایه آدامس در نظر گرفته شدهاند.
گریدهای دارای جرم مولکولی متوسط به صورت مایعات روغنی روشن بی‌رنگ دارای گرانروی بالا
که آزادانه با روغن‌های معدنی مخلوط می‌شوند و در مواد افزودنی به روغن موتوربکار می‌روند.
گریدهای دارای جرم مولکولی بالا قابل مصرف دربهبود دهنده‌های قیر و سوخت
موارد کاربرد
عمده کاربردهای پلی‌ایزوبوتیلن عبارتند از:
الف – پلی ایزو بوتیلن دارای جرم مولکولی کم در تولید درزگیرها چسب‌ها و پایه آدامس
ب - پلی‌ایزوبوتیلن دارای جرم مولکولی متوسط در تولید مواد افزودنی به روغن موتور
ج - پلی‌ایزوبوتیلن دارای جرم مولکولی بالا در تولید بهبود دهنده‌های قیر و سوخت
پلی‌ایزوبوتیلن(PIB)، از نوع پلیمرهای ترموپلاستیکی است که:
ترموپلاستیک‌ها از مواد پلیمری هستند که مولکول‌های آن‌ها با اندازه‌های مختلف در کنار یکدیگر
قرار گرفته‌اند و پیوند بین زنجیرهای مجاور درآن‌ها از نوع پیوند بسیار ضعیف ثانویه (واندروالس وقطبی) است.
در نتیجه وجود این پیوندهای ثانویه ضعیف خواص مکانیکی این نوع پلیمرها درحد پایینی
است. ترموپلاستیک‌ها، به دلیل اینکه از مولکول‌های بااندازه‌های متفاوت تشکیل شده‌اند، دارای نقطه
ذوب مشخصی نیستند. آن‌ها در دمای معمولی محیط جامد بوده وبا ا افزایش دما نرم و شکل پذیر
می‌شوند. دردماهای بسیار بالا پیوندهای کوالانسی بین اتم‌ها در زنجیره خطی منهدم شده و پلیمر
می‌سوزد یا تبدیل به زغال می‌شود. موقعی که پلیمر درمعرض اکسیژن، اشعه ماوراء بنفش و
مورد تهاجم باکتری‌ها قرار گیرد، حتی در دماهای پایین از بین می‌رود. ترموپلاستها دردماهای پایینتر
از دمای محیط رفتاری ترد از خود نشان می‌دهند.
ساختار میکروسکوپی آن‌ها معمولاً بخشی کریستالی و بخشی بی شکل یا تماماً بی شکل است.
غالباً برای بهبود خواص مکانیکی آن‌ها مقدار کمی از مواد غیرپلیمری به آن‌ها اضافه می‌شود.
وقتی تنش اعمالی به ترموپلاستیک بر پیوند ضعیف بین زنجیرهای مولکولی غلبه یابد،
زنجیرها نسبت به یکدیگر می‌توانند بچرخند و لغزش کنند. سهولت لغزش آن‌ها به ساختار پلیمر، دما
و سرعت تغییر شکل بستگی دارد.
کاربرد پلی‌ایزوبوتیلن:
استفاده از پلی ایزوبوتیلن (PIB) به عنوان ماده جایگزین در فرمولاسیون (HIPS)
از PIB))پلی‌ایزوبوتیلن با حلال تولوئن استفاده میشه
به عنوان چسب و در بر خی از جاها به عنوان روغن چسبی
....

## اهمیت تولید
با توجه به مصرف بالقوه داخلی در چسب‌ها مواد افزودنی به روغن موتور و سایر مصارف اجرا و تولید ان دارای اهمیت بالای است.
بررسی بازار جهانی
میزان رشد سالانه عرضه و تقاضای پلی ایزوبوتیلن در سال‌های اخیر و پیش‌بینی روند تقاضای ان
در چند سال آینده بیانگر نرخ رشد کم‌تقاضای پلی‌ایزوبوتیلن در جهان است.